# Comuna Bălcăuți, Suceava
Bălcăuți (în ucraineană Балківці, transliterat: Balkivți, în maghiară Laudonfalva) este o comună în județul Suceava, Bucovina, România, formată din satele Bălcăuți (reședința), Gropeni și Negostina.

## Demografie
Componența etnică a comunei Bălcăuți
     Ucraineni (75,35%)
     Români (19,1%)
     Alte etnii (5,55%)
Componența confesională a comunei Bălcăuți
     Ortodocși (72,84%)
     Penticostali (7,53%)
     Greco-catolici (4,55%)
     Martori ai lui Iehova (4,48%)
     Creștini după evanghelie (3,51%)
     Alte religii (1,34%)
     Necunoscută (5,75%)
Conform recensământului efectuat în 2021, populația comunei Bălcăuți se ridică la 2.990 de locuitori, în scădere față de recensământul anterior din 2011, când fuseseră înregistrați 3.070 de locuitori. Majoritatea locuitorilor sunt ucraineni (75,35%), cu o minoritate de români (19,1%). Din punct de vedere confesional, majoritatea locuitorilor sunt ortodocși (72,84%), cu minorități de penticostali (7,53%), greco-catolici (4,55%), martori ai lui Iehova (4,48%) și creștini după evanghelie (3,51%), iar pentru 5,75% nu se cunoaște apartenența confesională.

## Politică și administrație
Comuna Bălcăuți este administrată de un primar și un consiliu local compus din 13 consilieri. Primarul, Iulian-Petru Chideșa[*], de la Partidul Social Democrat, este în funcție din 1 noiembrie 2024. Începând cu alegerile locale din 2024, consiliul local are următoarea componență pe partide politice:
|  | Partid                           | Consilieri | Componența Consiliului | Componența Consiliului | Componența Consiliului | Componența Consiliului | Componența Consiliului | Componența Consiliului |
|  | -------------------------------- | ---------- | ---------------------- | ---------------------- | ---------------------- | ---------------------- | ---------------------- | ---------------------- |
|  | Partidul Social Democrat         | 6          |                        |                        |                        |                        |                        |                        |
|  | Partidul Național Liberal        | 5          |                        |                        |                        |                        |                        |                        |
|  | Uniunea Ucrainenilor din România | 1          |                        |                        |                        |                        |                        |                        |
|  | Alianța Dreapta Unită            | 1          |                        |                        |                        |                        |                        |                        |

## Recensământul din 1930
Componența etnică a comunei Bălcăuți
     Români (39,65%)
     Germani (1%)
     Evrei (0,65%)
     Ruteni (57,5%)
     Polonezi (0,5%)
     Ruși (0,7%)
Componența confesională a comunei Bălcăuți
     Ortodocși (98,5%)
     Romano-catolici (0,84%)
     Mozaici (0,65%)
     Greco-catolici (0,01%)
Conform recensământului efectuat în 1930, populația comunei Bălcăuți se ridica la 1933 locuitori. Majoritatea locuitorilor erau ruteni (57,5%), cu o minoritate de germani (1,0%), una de evrei (0,65%), una de români (39,65%), una de polonezi (0,5%) și una de ruși (0,7%). Din punct de vedere confesional, majoritatea locuitorilor erau ortodocși (98,5%), dar existau și romano-catolici (0,84%), mozaici (0,65%) și greco-catolici (0,01%).

## Personalități
- Ion Odoviciuc (1895–1971), militar, lider politic ucrainean.

## Legături externe
Materiale media legate de Bălcăuți la Wikimedia Commons